# Jim Crockett, Jr.
Jim Crockett, Jr. (Charlotte, 10 de agosto de 1944 - 4 de março de 2021) foi um promotor de wrestling profissional e dono da Jim Crockett Promotions, parte da National Wrestling Alliance. Crockett, Jr. é filho de Jim Crockett e fez parte do time de beisebol Charlotte Knights.

## Carreira
Foi presidente da National Wrestling Alliance, entre 1980-1982, 1985-1986, 1987-1991 e 1993-1995. A Jim Crockett Promotions foi vendida em 1988 para a World Championship Wrestling. Desde 1995, Crockett, Jr. não aparece mais no wrestling.

## Morte
Morreu em 4 de março de 2021, aos 76 anos.